# Agrypon interstitiale
Agrypon interstitiale là một loài tò vò trong họ Ichneumonidae.